# Ingeborg Wunder
Ingeborg Wunder (* 10. November 1924; † 17. Dezember 2023) war eine deutsche Pianistin und Hochschullehrerin.

## Leben
Ingeborg Wunder studierte in Berlin Klavier bei Richard Rössler. Im Jahr 1949 gewann sie den Chopinpreis in Berlin und in Hannover; außerdem erwarb sie ein Diplom beim Internationalen Musikwettbewerb in Genf. Als erste Ehefrau von Wolfgang Saschowa war sie an vierhändigen Einspielungen mit ihrem Mann für den RIAS und den Sender Freies Berlin beteiligt. Weitere Aufnahmen spielte sie mit dem Radio-Symphonie-Orchester Berlin und mit Mitgliedern der Berliner Philharmoniker ein.
Vom Sommersemester 1976 bis zum Wintersemester 1989/90 lehrte sie als Klavierprofessorin an der Hochschule der Künste in Berlin. Zu ihren Schülern gehörten unter anderem Thomas Menrath, Corinna Simon und Christian Thorau.
Ihr Grab findet sie auf dem Friedhof an der Stubenrauchstraße in Berlin-Friedenau.